# Lombron
Lombron ist eine französische Gemeinde im Département Sarthe in der Region Pays de la Loire. Sie gehört zum Arrondissement Mamers und zum Kanton Savigné-l’Évêque (bis 2015: Kanton Montfort-le-Gesnois). Am 1. Januar 2022 hatte die Gemeinde 1.937 Einwohner, die Lombronnais genannt werden.

## Geografie
Lombron liegt etwa 18 Kilometer ostnordöstlich von Le Mans am Fluss Huisne. Umgeben wird Lombron von den Nachbargemeinden Torcé-en-Vallée im Norden und Nordwesten, Saint-Célerin im Norden, La Chapelle-Saint-Rémy im Osten und Nordosten, Connerré im Südosten, Montfort-le-Gesnois im Süden, Saint-Corneille im Westen und Südwesten sowie Sillé-le-Philippe im Nordwesten.
Durch die Gemeinde führen die Autoroute A11.

## Bevölkerungsentwicklung
| 1962                      | 1968 | 1975 | 1982 | 1990 | 1999 | 2006 | 2012 |
| ------------------------- | ---- | ---- | ---- | ---- | ---- | ---- | ---- |
| 1048                      | 991  | 973  | 1261 | 1786 | 1825 | 1927 | 1942 |
| Quelle: Cassini und INSEE |      |      |      |      |      |      |      |

## Sehenswürdigkeiten
- Kirche Saint-Martin aus dem 12. Jahrhundert, im 15. Jahrhundert umgebaut, seit 1973 Monument historique
- Schloss Lauresse, seit 1970 Monument historique
- Schloss L’Aunay (auch Herrenhaus Grand Maison)

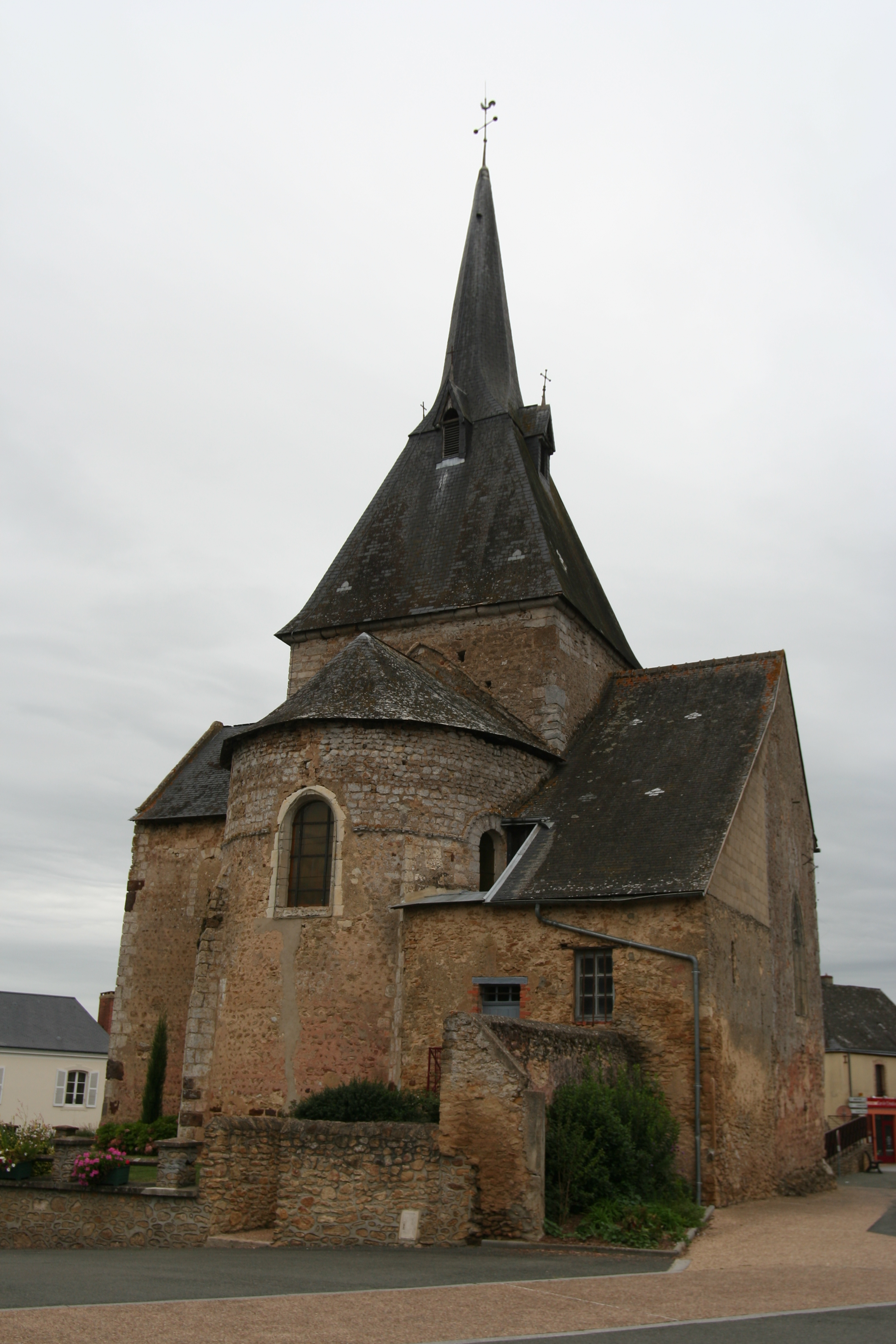
Kirche Saint-Martin